# Brad Rubachuk
Brad Rubachuk (né le 11 juin 1970 à Winnipeg dans le Manitoba au Canada) est un joueur professionnel de hockey sur glace. Il évolue entre 1991 et 1999 en tant que professionnel, commençant sa carrière en Amérique du Nord avant de jouer cinq saisons au Royaume-Uni.

## Biographie
Rubachuk commence sa carrière dans la Ligue de hockey de l'Ouest avec les Hurricanes de Lethbridge en 1988-89. Lors de l'été 1990, il participe au repêchage d'entrée dans la Ligue nationale de hockey et est choisi en douzième ronde, le 250e joueur au total. Il est un des choix des Sabres de Buffalo,.
Il joue encore une saison avec les Hurricanes avant de commencer sa carrière professionnelle en portant le maillot des Americans de Rochester de la Ligue américaine de hockey en 1991-1992, les Americans étant l'équipe affiliée à la franchise des Sabres. Lors de sa dernière saison dans la LHOu, il est le deuxième meilleur pointeur de son équipe avec 132 points derrière Jason Ruff qui a quatre points de plus.
Il joue trois saisons en Amérique du Nord dans la LAH et également dans la Ligue internationale de hockey sans parvenir à se faire une place dans l'effectif de l'équipe des Sabres. En 1995, il quitte son pays pour devenir joueur au Royaume-Uni pour les Swindon Wildcats de la British National League. Lors de la première saison, il finit meilleur buteur de la ligue avec 124 buts inscrits.
Lors de la saison suivante, il signe avec le Manchester Storm. Il remporte le titre de la saison régulière en 1999 et également la Coupe Benson & Hedges. Il doit mettre fin à sa carrière à la suite de cette saison en raison d'une blessure au cou lors d'un choc avec Paxton Schulte, joueur des Bracknell Bees. Son numéro, le 41, est retiré par le club à la suite de sa retraite.

## Statistiques
| Saison             | Équipe                   | Ligue              |     | Saison régulière | Saison régulière | Saison régulière | Saison régulière | Saison régulière |    | Séries éliminatoires | Séries éliminatoires | Séries éliminatoires | Séries éliminatoires | Séries éliminatoires |
| Saison             | Équipe                   | Ligue              | PJ  | B                | A                | Pts              | Pun              | PJ               | B  | A                    | Pts                  | Pun                  |                      |                      |
| 1988-1989          | Hurricanes de Lethbridge | LHOu               | 66  | 19               | 13               | 32               | 161              | 6                | 3  | 1                    | 4                    | 25                   |                      |                      |
| 1989-1990          | Hurricanes de Lethbridge | LHOu               | 67  | 37               | 36               | 73               | 179              | 16               | 3  | 7                    | 10                   | 51                   |                      |                      |
| 1990-1991          | Hurricanes de Lethbridge | LHOu               | 70  | 64               | 68               | 132              | 237              | 16               | 14 | 14                   | 28                   | 55                   |                      |                      |
| 1991-1992          | Americans de Rochester   | LAH                | 70  | 18               | 16               | 34               | 201              | 13               | 4  | 0                    | 4                    | 19                   |                      |                      |
| 1992-1993          | Americans de Rochester   | LAH                | 61  | 10               | 15               | 25               | 218              | 12               | 3  | 1                    | 4                    | 63                   |                      |                      |
| 1993-1994          | Americans de Rochester   | LAH                | 65  | 18               | 18               | 36               | 246              | 4                | 1  | 1                    | 2                    | 10                   |                      |                      |
| 1994-1995          | Komets de Fort Wayne     | LIH                | 11  | 0                | 3                | 3                | 16               |                  |    |                      |                      |                      |                      |                      |
| 1994-1995          | Rangers de Binghamton    | LAH                | 30  | 6                | 8                | 14               | 54               | 8                | 2  | 3                    | 5                    | 33                   |                      |                      |
| 1995-1996          | Swindon Wildcats         | BNL                | 48  | 124              | 98               | 222              | 323              |                  |    |                      |                      |                      |                      |                      |
| 1996-1997          | Manchester Storm         | LEH                | 6   | 1                | 0                | 1                | 59               |                  |    |                      |                      |                      |                      |                      |
| 1996-1997          | Manchester Storm         | Coupe B&H          | 8   | 3                | 6                | 9                | 8                |                  |    |                      |                      |                      |                      |                      |
| 1996-1997          | Manchester Storm         | ISL                | 41  | 12               | 17               | 29               | 134              | 6                | 2  | 4                    | 6                    | 4                    |                      |                      |
| 1997-1998          | Manchester Storm         | LEH                | 5   | 1                | 1                | 2                | 29               |                  |    |                      |                      |                      |                      |                      |
| 1997-1998          | Manchester Storm         | Coupe Express      | 14  | 5                | 4                | 9                | 32               |                  |    |                      |                      |                      |                      |                      |
| 1997-1998          | Manchester Storm         | Coupe B&H          | 12  | 5                | 7                | 12               | 24               |                  |    |                      |                      |                      |                      |                      |
| 1997-1998          | Manchester Storm         | ISL                | 23  | 10               | 14               | 24               | 53               | 9                | 5  | 2                    | 7                    | 29                   |                      |                      |
| 1998-1999          | Manchester Storm         | LEH                | 6   | 2                | 3                | 5                | 18               |                  |    |                      |                      |                      |                      |                      |
| 1998-1999          | Manchester Storm         | Coupe B&H          | 10  | 4                | 4                | 8                | 16               |                  |    |                      |                      |                      |                      |                      |
| 1998-1999          | Manchester Storm         | ISL                | 41  | 12               | 16               | 28               | 52               | 1                | 0  | 0                    | 0                    | 14                   |                      |                      |
| Totaux en carrière | Totaux en carrière       | Totaux en carrière | 654 | 351              | 347              | 698              | 2 060            | 91               | 37 | 33                   | 70                   | 303                  |                      |                      |